# Andrea Edwards
Andrea Paddington Edwards, född 28 september 1966 i Allhelgonaförsamlingen i Lund, är en svensk skådespelare och feminist. Hon är dotter till Folke Edwards och Inga Edwards och syster till Susanna Edwards.
Edwards, som utexaminerades från Teaterhögskolan i Stockholm 2000, har gjort roller på Teater Giljotin, Romateatern på Gotland, Stockholms stadsteater, Turteatern och Dramaten samt TV- och filmroller. Edwards teateruppsättning av Valerie Solanas SCUM-manifestet 2011 rönte stor uppmärksamhet.

## Filmografi, i urval
- 1987 – Uppvaknandet
- 1997 – Slutspel
- 2003 – Belinder auktioner (TV-serie)
- 2003 – Talismanen (TV-serie)
- 2006 – Wallander – Den svaga punkten
- 2007 – Höök (TV-serie)
- 2009 – I skuggan av värmen
- 2009 – Oskyldigt dömd (TV-serie)
- 2015 – Jönssonligan – Den perfekta stöten
- 2015 – Jordskott (TV-serie)
- 2015 – Boys (TV-serie)
- 2019 – Allt jag inte minns (TV-serie)
- 2023 – Hypnosen

## Teater

### Roller (ej komplett)
| År   | Roll     | Produktion                                                                     | Regi                  | Teater                    |
| ---- | -------- | ------------------------------------------------------------------------------ | --------------------- | ------------------------- |
| 2000 |          | Det vacklande huset                                                            |                       | Teater Giljotin           |
| 2001 |          | Markisinnan de Sade Yukio Mishima                                              |                       | Teater Giljotin           |
| 2003 | Systern  | Den perfekte mannen Inger Edelfeldt                                            | Kia Berglund          | Teater Giljotin           |
| 2003 | Emma     | Farmor och vår Herre Hjalmar Bergman                                           | Christian Tomner      | Dramaten                  |
| 2004 |          | Herr Arnes penningar Selma Lagerlöf                                            |                       | Dramaten                  |
| 2004 | Nun Fu   | Tre knivar från Wei Harry Martinson                                            | Staffan Valdemar Holm | Dramaten                  |
| 2006 | Ragnhild | Jösses flickor – Återkomsten Margareta Garpe, Suzanne Osten och Malin Axelsson | Maria Löfgren         | Stockholms stadsteater    |
| 2006 |          | Offelia kom igen!                                                              |                       | Unga Roma                 |
| 2007 |          | Helgonlegender                                                                 |                       | Dramaten Riksteatern      |
| 2008 |          | Den Bergtagna                                                                  |                       | Strindbergs Intima Teater |
| 2008 |          | Kommunistiska manifestet                                                       |                       | Teater tribunalen         |
| 2011 |          | Bli en dåre av Kia Berglund                                                    | Kia Berglund          | Teater Giljotin           |
| 2011 |          | SCUM-manifestet                                                                |                       | Turteatern                |
| 2013 |          | PARadiset Johanna Holmström                                                    | Johanna Holmström     | Strindbergs Intima teater |
| 2018 |          | Dogville Lars von Trier                                                        | Frida Röhl            | Folkteatern, Göteborg     |

### Fotnoter
1. 1 2 3  Sveriges befolkning
1990:
Edwards, Andréa
2. ↑  ”Andrea Edwards”. Svensk Filmdatabas. http://www.sfi.se/sv/svensk-filmdatabas/Item/?type=PERSON&itemid=227388&ref=%2ftemplates%2fSwedishFilmSearchResult.aspx%3fid%3d1225%26epslanguage%3dsv%26searchword%3dAndrea+Edwards%26type%3dPerson%26match%3dBegin%26page%3d1%26prom%3dFalse. Läst 23 februari 2013.
3. ↑  ”Andrea Paddington Edwards”. Folkteatern. Arkiverad från originalet den 16 april 2021. https://web.archive.org/web/20210416173125/https://www.folkteatern.se/person/73838. Läst 18 april 2021.
4. ↑  Jösses, vilken offensiv flicka! Dagens Nyheter, 10 juli 2006
5. ↑  ”Avgångsklassen 2000”. Stockholms dramatiska högskola. http://www.stdh.se/vara-studenter/skadespeleri/tidigare-studenter/studenter-1990-1999/avgangsklassen-2000. Läst 1 augusti 2013.
6. ↑  ”Andrea Edwards”. Dramatens rollbok. Arkiverad från originalet den 13 juni 2011. https://web.archive.org/web/20110613105640/http://www.dramaten.se/Dramaten/Medverkande/Rollboken/?qType=person&value=2508. Läst 1 augusti 2013.
7. ↑  ”Andrea Edwards” (på engelska). Imdb. http://www.imdb.com/name/nm0249795/. Läst 24 januari 2016.
8. ↑  ”Monologen som fick det att skumma av hat och hot”. DN.SE. 11 juli 2021. https://www.dn.se/kultur/monologen-som-fick-det-att-skumma-av-hat-och-hot/. Läst 11 juli 2021.
9. ↑  Ola Johansson (27 mars 2003). ”Befriande lekfull dramaturgi”. SvD. http://www.svd.se/befriande-lekfull-dramaturgi-2rMD. Läst 24 juni 2015.
10. ↑  ”Teater Giljotin”. Bli en dåre. Arkiverad från originalet den 26 juni 2015. https://web.archive.org/web/20150626104234/http://teatergiljotin.se/myportfolio/bli-en-dare-2011/. Läst 24 juni 2015.
11. ↑  SCUM-manifestet Turteatern
12. ↑  Kulturdirekt (4 februari 2013). ”PARadiset”. Pressmeddelande.  Läst 28 juni 2017.